# Teinopodagrion decipiens
Teinopodagrion decipiens – gatunek ważki z rodziny Megapodagrionidae. Występuje na terenie Ameryki Południowej; stwierdzony na wschodnich zboczach Andów w południowo-wschodnim Peru i zachodniej Boliwii.